# Adolf
Adolf (også Adolph) er en moderne form for det germanske navn Adalwolf (fra oldhøjtysk), sammensat af adal (ædel, fornem) og wolf (ulv). Association med Adolf Hitler har gjort navnet mindre populært efter Anden Verdenskrig. I Sverige, hvor navnet har været kongenavn, har det navnedag den 23. juni.
Bærere af navnet
- Adolf, Hertug af Slesvig-Holsten-Gottorp
- Gustav 2. Adolf af Sverige
- Gustav 4. Adolf af Sverige
- Gustav 6. Adolf af Sverige
- Adolf 1. af Luxembourg
- Adolf Frederik af Sverige
- Arveprins Gustav Adolf af Sverige